# Ponin (Małoszów)
Ponin – część wsi Małoszów w Polsce, położona w województwie świętokrzyskim, w powiecie kazimierskim, w gminie Skalbmierz.
W latach 1975–1998 Ponin administracyjnie należał do województwa kieleckiego.